# Weird War Tales
 (décembre 2024).
Si vous disposez d'ouvrages ou d'articles de référence ou si vous connaissez des sites web de qualité traitant du thème abordé ici, merci de compléter l'article en donnant les références utiles à sa vérifiabilité et en les liant à la section « Notes et références ».
En pratique : Quelles sources sont attendues ? Comment ajouter mes sources ?
Weird War Tales est le titre d'une série de bandes dessinées publiées par l'éditeur américain DC Comics entre septembre 1971 et juin 1983. En 1997, le titre est relancé pour une mini-série.

## Contenu
Weird War Tales se compose de 124 numéros, avec une spécialisation dans les récits de guerre marqués par un ton particulièrement étrange ou déroutant. En plus des éléments classiques des bandes dessinées de guerre, les histoires intègrent fréquemment des aspects de mystère, d’horreur et de science-fiction. Parmi les séries récurrentes figurent Creature Commandos, GI Robot et The War That Time Forgot, une série initialement publiée dans Star Spangled Comics. Le personnage de la Mort, représenté sous forme personnifiée et vêtu d’uniformes variés, sert de fil conducteur à travers une trame narrative reliant les histoires du magazine.

## Historique des publications
Lorsque le Code de la bande dessinée a assoupli ses restrictions, permettant les récits mettant en scène des monstres et des morts-vivants, DC Comics a lancé Weird War Tales en 1971 pour répondre à cette nouvelle demande du marché. Ce titre découle de l’expérience des éditeurs Carmine Infantino et Joe Orlando, qui avaient constaté que l’ajout du mot « bizarre » dans un titre augmentait les ventes. Dans le même esprit, ils ont également créé la série Weird Western Tales. De septembre 1971 jusqu'à l'arrêt du titre en juin 1983, 124 numéros ont été publiés.
En 1997, une nouvelle série en quatre parties Weird War Tales est publiée par Vertigo, une marque de DC Comics qui produit des bandes dessinées destinées aux adultes. Un spécial dans un numéro a suivi en 2000. Plusieurs volumes contenant une collection d'histoires sélectionnées de la série ont ensuite été publiés :
- The Steve Ditko Omnibus, Volume 1 avec des histoires de Weird War Tales #46, 49, 95, 99 et 104-106, 480 pages, septembre 2011,  (ISBN 1-4012-3111-X)
- Showcase Presents: Weird War Tales, histoires de Weird War Tales #1-21, 576 pages, décembre 2012,  (ISBN 1-4012-3694-4)
- Creature Commandos, histoires de Weird War Tales #93, 97, 100, 102, 105, 108-112, 114-119, 121 et 124, 288 pages, décembre 2013,  (ISBN 978-1401243821)

## Artistes contributeurs
Parmi les auteurs ayant contribué à Weird War Tales figurent J.M. DeMatteis, Garth Ennis, Arnold Drake, Jack C. Harris, Robert Kanigher, Steve Gerber et Sheldon Mayer, entre autres. La série a également bénéficié du talent de nombreux artistes, dont Joe Kubert, Alfredo Alcala, Reed Crandall, Tony DeZuniga, Mort Drucker, Russ Heath, Alex Niño, Frank Robbins, Frank Thorne et Alex Toth. À noter que Walt Simonson y a publié sa première bande dessinée dans le numéro 10 de la série.

## Liens Externes
- Contes de guerre étranges et mini-séries chez Comic Book DB (anglais)